# The Librarian: Curse of the Judas Chalice
The Librarian: Curse of the Judas Chalice is het derde en tot nu toe laatste deel uit de reeks televisiefilms van The Librarian met in de hoofdrol Noah Wyle. De film is een vervolg op de film The Librarian: Return to King Solomon's Mines en ging op 7 december 2008 in première.

## Verhaal
Bibliothecaris Flynn Carsen krijgt een visioen van een vrouw om te ontkomen aan Dracula, die zich voordoet als een professor/hoogleraar van een universiteit en samen met een paar geheim agenten uit Rusland achter de kelk van Judas aanzitten.

## Rolverdeling
| Acteur         | Personage       |
| -------------- | --------------- |
| Noah Wyle      | Flynn Carsen    |
| Bruce Davison  | Professor Lazlo |
| Bob Newhart    | Judson          |
| Jane Curtin    | Charlene        |
| Stana Katic    | Simone Renoir   |
| Dikran Tulaine | Sergei Kubichek |
| Jason Douglas  | Ivan            |